# Гел Лейко
Гел Лейко (англ. Hal Laycoe, 23 червня 1922, Сасерленд (Саскачеван) — 29 квітня 1998, Ленглі (Британська Колумбія)) — канадський хокеїст, що грав на позиції захисника. Згодом — хокейний тренер.

## Ігрова кар'єра
Професійну хокейну кар'єру розпочав 1945 року.
Протягом професійної клубної ігрової кар'єри, що тривала 12 років, захищав кольори команд «Нью-Йорк Рейнджерс», «Монреаль Канадієнс» та «Бостон Брюїнс».

## Тренерська робота
1969 року розпочав тренерську роботу в НХЛ. Працював з командами «Лос-Анджелес Кінгс», «Ванкувер Канакс».

### Тренерська статистика
| Команда              | Сезон   | Регулярний сезон | Регулярний сезон | Регулярний сезон | Регулярний сезон | Регулярний сезон | Регулярний сезон | Плей-оф    |
| Команда              | Сезон   | І                | В                | П                | Н                | О                | Результат        | Результат  |
| -------------------- | ------- | ---------------- | ---------------- | ---------------- | ---------------- | ---------------- | ---------------- | ---------- |
| «Лос-Анджелес Кінгс» | 1969–70 | 24               | 5                | 18               | 1                | (11)             | 6-е на Заході    | звільнений |
| «Ванкувер Канакс»    | 1970–71 | 78               | 24               | 46               | 8                | 56               | 6-е на Сході     | не вийшли  |
| «Ванкувер Канакс»    | 1971–72 | 78               | 20               | 50               | 8                | 48               | 7-е на Сході     | не вийшли  |
| Усього               | Усього  | 180              | 49               | 114              | 17               |                  |                  |            |